# Сан-Мигель-де-Альенде (муниципалитет)
Сан-Мигель-де-Альенде (исп. San Miguel de Allende) — муниципалитет в Мексике, штат Гуанахуато, с административным центром в одноимённом городе. Численность населения, по данным переписи 2010 года, составила 160 383 человека.

## Общие сведения
Название San Miguel de Allende дано в честь Святого Архангела Михаила и героя мексиканской войны за независимость Игнасио Альенде.
Площадь муниципалитета равна 1554 км², что составляет 5,08 % от общей площади штата. Он граничит с другими муниципалитетами штата Гуанахуато: на севере с Сан-Луис-де-ла-Пасом, на востоке с Сан-Хосе-Итурбиде, на юге с Апасео-эль-Гранде, Комонфортом и Санта-Крус-де-Хувентино-Росасом, на западе с Саламанкой, на северо-западе с Долорес-Идальго, а также на юго-востоке граничит с другим штатом Мексики — Керетаро.

## Учреждение и состав
Муниципалитет был образован в 1824 году, в его состав входит 512 населённых пунктов, самые крупные из которых:
| Код INEGI | Населённый пункт                                                                       | Численность населения (2005 год) | Численность населения (2010 год) |
| --------- | -------------------------------------------------------------------------------------- | -------------------------------- | -------------------------------- |
| 003       | Всего                                                                                  | 139297                           | 160383                           |
| 0001      | Сан-Мигель-де-Альенде (исп. San Miguel de Allende) (административный центр)            | 62034                            | 69811                            |
| 0244      | Лос-Родригес (исп. Los Rodríguez) 21°02′36″ с. ш. 100°38′34″ з. д.                     | 2795                             | 2773                             |
| 0591      | Сан-Луис-Рей (исп. Colonia San Luis Rey) 20°56′08″ с. ш. 100°44′10″ з. д.              | 2234                             | 2707                             |
| 0077      | Корраль-де-Пьедрас (исп. Corral de Piedras de Arriba) 20°58′36″ с. ш. 100°35′39″ з. д. | 1841                             | 2037                             |
| 0236      | Ранчо-Вьехо (исп. Rancho Viejo) 21°01′24″ с. ш. 100°46′19″ з. д.                       | 1600                             | 2001                             |
| 0306      | Санта-Тересита (исп. Santa Teresita de Don Diego) 20°52′48″ с. ш. 100°46′43″ з. д.     | 833                              | 1487                             |
| 0368      | Преса-Альенде (исп. Presa Allende) 20°50′47″ с. ш. 100°49′35″ з. д.                    | 796                              | 895                              |

## Экономика
По статистическим данным 2000 года, работоспособное население занято по секторам экономики в следующих пропорциях: сельское хозяйство, скотоводство и рыбная ловля — 12,8 %, промышленность и строительство — 34,8 %, сфера обслуживания и туризма — 47,6 %, прочее — 4,8 %.

## Инфраструктура
По статистическим данным 2010 года, инфраструктура развита следующим образом:
- электрификация: 96 %;
- водоснабжение: 90,1 %;
- водоотведение: 76,6 %.

## Фотографии
- Здание администрации
- Вид на Сан-Мигель-де-Альенде
- Асьенда Хальпа
- Церковь в Атотонилько
- Археологическая зона Каньяда-де-ла-Вирген
- Асьенда Ла-Петака